# Vú sữa Lò Rèn Vĩnh Kim
Vú sữa Lò Rèn Vĩnh Kim là thương phẩm trái cây đặc sản của tỉnh Tiền Giang, đã được cấp bảo hộ chỉ dẫn địa lý, là một trong hai chỉ dẫn địa lý của tỉnh, cùng với xoài cát Hòa Lộc. Khác với các loại vú sữa khác, vú sữa Lò Rèn Vĩnh Kim có đặc điểm trái to tròn, màu xanh ngà, vỏ mỏng cơm dầy, vị ngọt lịm, dòng nhựa trắng đục như sữa, ít mủ được đánh giá ngon nhất là quả từ vùng đất Vĩnh Kim, huyện Châu Thành. Từ đầu những năm 2000, việc trồng gia tăng từ chủ trương của chính phủ, nhằm phát triển kinh tế đất nước, vú sữa Lò Rèn được đánh giá là có giá trị kinh tế cao. Cục Sở hữu trí tuệ đã cấp Giấy chứng nhận đăng ký chỉ dẫn địa lý cho vú sữa Lò Rèn Vĩnh Kim vào năm 2008, và trong thời kỳ đỉnh cao chỉ riêng Tiền Giang đã có hơn 3.000 ha vú sữa, khoảng 1/3 vú sữa Lò Rèn Vĩnh Kim với sản lượng hơn 60.000 tấn trái mỗi năm, nhưng chỉ mười năm sau thì vú sữa Lò Rèn Vĩnh Kim có nguy cơ bị xóa sổ khi diện tích canh tác ngày càng sụt giảm.
Trong tiểu thuyết gián điệp Đòn phép điệp báo của tác giả Người Thứ Tám do Nhà xuất bản Hành Động xuất bản vào năm 1971, hình tượng một cô gái đã được ví von thơm và ngon như vú sữa Lò Rèn.

## Lịch sử